# Sprängörtsplattmal
Sprängörtsplattmal (Depressaria daucella) är en fjärilsart som beskrevs av Michael Denis och Ignaz Schiffermüller, 1775. Sprängörtsplattmal ingår i släktet Depressaria. Enligt Dyntaxa ingår Depressaria i familjen plattmalar, Depressariidae, men enligt Catalogue of Life är tillhörigheten istället familjen praktmalar, (Oecophoridae). Arten är reproducerande i Sverige.

## Bildgalleri

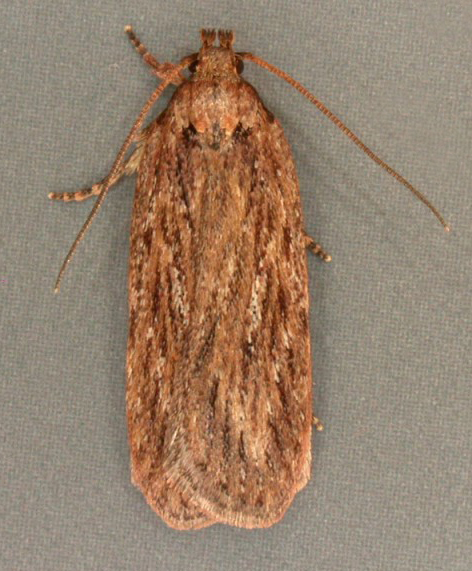
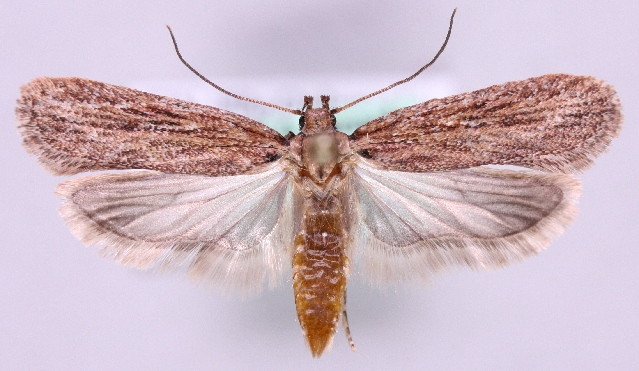
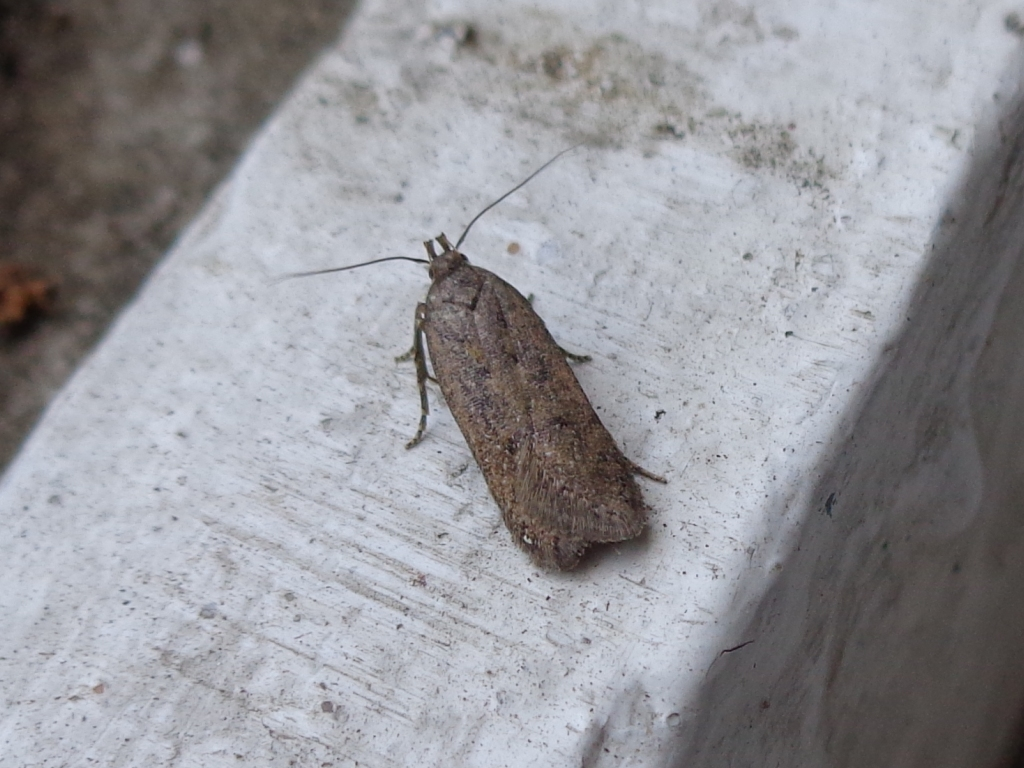